# خوزه کایرو
خوزه کایرو (انگلیسی: José Caeiro; ۱۴ فوریهٔ ۱۹۲۵ – ۱۴ ژانویهٔ ۱۹۸۱) بازیکن فوتبال اهل اسپانیا بود.
از باشگاه‌هایی که در آن بازی کرده‌است می‌توان به باشگاه فوتبال هرکولس، باشگاه فوتبال رن، باشگاه فوتبال والنسیا، و باشگاه فوتبال رئال سوسیداد اشاره کرد.